# Sankt Peter

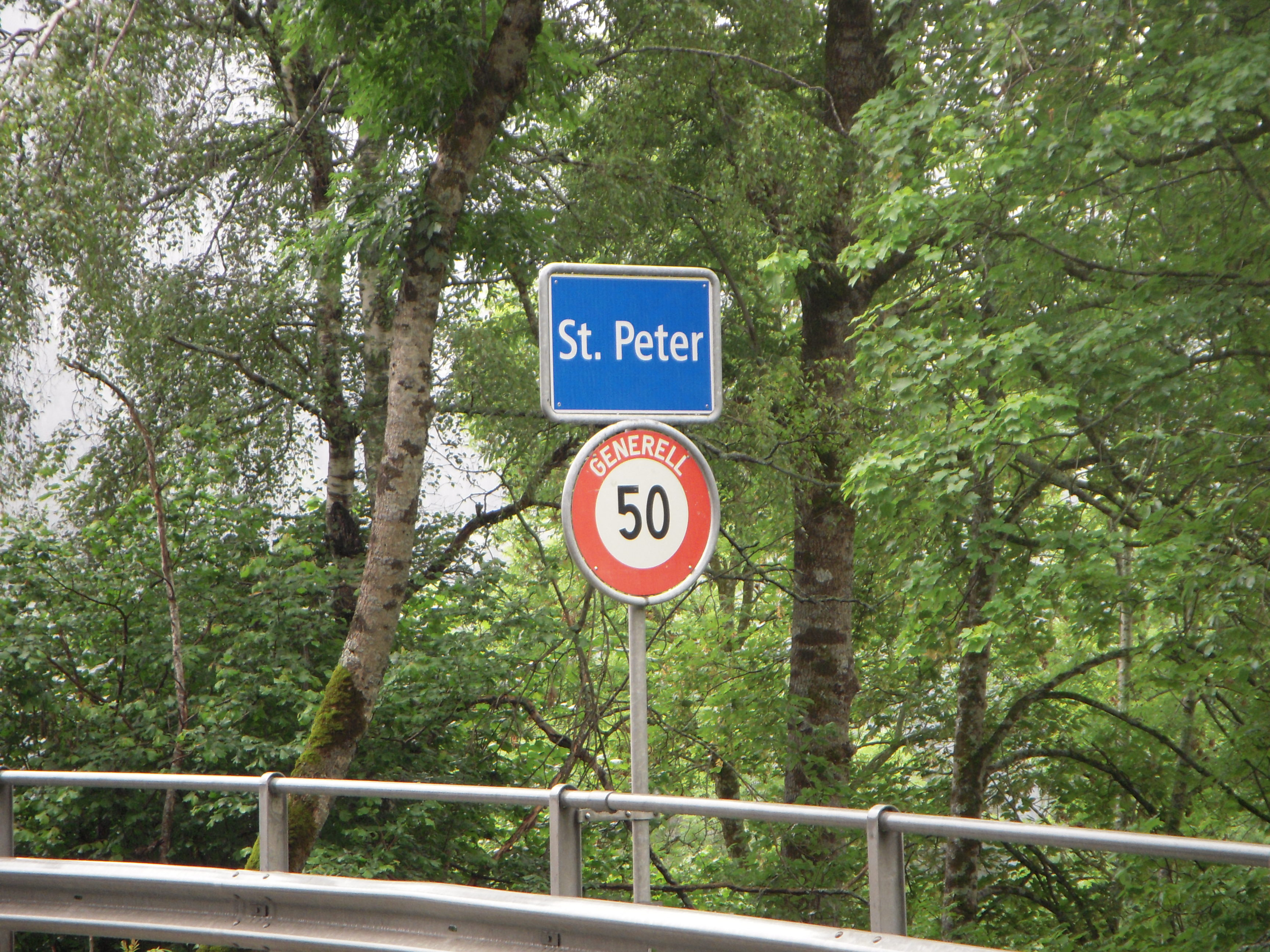

Sankt Peter (literalmente San Pedro) es una localidad y antigua comuna suiza del cantón de los Grisones, situada en el distrito de Plessur, círculo de Schanfigg, comuna de Sankt Peter-Pagig. Limita al norte con la comuna de Furna, al este con Peist, al sur con Molinis, y al oeste con la localidad Pagig.
El 1 de enero de 2008, la comuna pasó a formar parte de la entonces nueva comuna de Sankt Peter-Pagig, formada a partir de la fusión de Sankt Peter con Pagig. Desde el 1 de enero de 2013 integra la comuna de Arosa.
- Datos: Q660335
- Multimedia: St. Peter-Pagig / Q660335